# Afroedura multiporis
Espèce
Synonymes
- Oedura pondolia multiporis Hewitt, 1925
- Afroedura pondolia multiporis (Hewitt, 1925)

Afroedura multiporis est une espèce de geckos de la famille des Gekkonidae.

## Répartition
Cette espèce est endémique du Limpopo en Afrique du Sud.

## Taxinomie
La sous-espèce Afroedura multiporis haackei a été élevée au rang d'espèce par Jacobsen, Kuhn, Jackman et Bauer en 2014.

## Publication originale
- Hewitt, 1925 : On some new species of Reptiles and Amphibians from South Africa. Record of the Albany Museum, Grahamstown, vol. 3, no 4, p. 343-370.